# Life Guards
Il reggimento delle Life Guards è il reggimento più antico dell'esercito britannico. L'uniforme ha una tunica rossa e un pennacchio bianco. I cavalli indossano un sottosella bianco per i soldati e nero per gli ufficiali. Anche, i soldati del reggimento non portano il sottogola dei loro elmetti sotto il mento (come le Blues and Royals) ma sotto il labbro inferiore.
La loro missione è garantire la protezione del Re e degli edifici reali. L'edificio delle Life Guards a Whitehall, si trova a due passi dalla residenza del Primo ministro, è il quartier generale delle guardie del Re e funge da ingresso ufficiale al palazzo reale di Buckingham.
Il cantante britannico James Blunt è un ex ufficiale delle Life Guards.
Il tenente colonnello Andrew Henry Ferguson fu capo del corpo dall'aprile 1940 all'aprile 1943 e il tenente colonnello William H. Gerard Leigh dal novembre 1953 al marzo 1956.

## Storia
Questo reggimento di cavalleria risale al 1658 (1st ou His Majesty's Own Troop of Horse Guards), era costituito da un gruppo originariamente di 80 lealisti che avevano seguito il re Carlo II in esilio in Olanda dopo la sconfitta di Worcester nel 1652. Originariamente era costituito da tre distacchi comandati da Lord Gerard di Brandon, Sir Charles Berkeley e Sir Philip Howard. Un quarto distacco era a Edimburgo, posto sotto il comando del conte di Newburg.

## Comandanti in capo
I comandanti in capo sono:
- 21 maggio 1922 – 1º febbraio 1936: Maresciallo di campo SM Re Giorgio V
- 1º febbraio 1936 – 10 dicembre 1936: Maresciallo di campo SM Re Edoardo VIII
- 10 dicembre 1936 – 6 febbraio 1952: Maresciallo di campo SM Re Giorgio VI
- 6 febbraio 1952 – 8 settembre 2022: SM Regina Elisabetta II
- 8 settembre 2022 - attuale: SM Re Carlo III